# Rotherham (Schiff)
HMS Rotherham (H09) war der Flottillenführer der R-Klasse der Royal Navy im Zweiten Weltkrieg und wurde mit den Battle Honours Sabang 1944 und Burma 1945 ausgezeichnet.
Der Zerstörer wurde im Sommer 1949 mit zwei weiteren Zerstörern der Klasse der Indischen Marine zur Verfügung gestellt. Als Rajput wurde die ehemalige Rotherham bis 1976 eingesetzt und dann verschrottet.

## Geschichte des Schiffs
Als Flottillenführer der „4rd Emergency Flotilla“ (R- oder Rotherham-Klasse) wurde die Rotherham mit drei weiteren Zerstörern der Klasse im April 1940 bei John Brown & Company in Clydebank bestellt. Die Schiffe der neuen R-Klasse übernahmen, wie die Q- oder Quilliam-Klasse, die Rumpfkonstruktion der Vorkriegsbauten der J-Klasse. Die geringere Zahl der Geschütze der neuen Zerstörer führte zu einem geringeren Bedarf für Munitionskammern. Dadurch waren größere Treibstoffbunker möglich, die den Einsatzradius der Schiffe erhöhten. Der Zerstörer hatte die traditionelle britische Zerstörerbewaffnung von vier 120-mm-Mk.IX-Kanonen. Diese Geschütze konnten nur bis zu 40° erhöht werden und waren zur Flugzeugabwehr weitgehend ungeeignet. Dazu verfügten er über einen 2-pounder „pom pom“-Vierling und sechs einzelne 20 mm Oerlikon-Maschinenkanonen.
Die Kiellegung des Neubaus mit der Baunummer 575 erfolgte erst am 10. April 1941. Der aktive Baubeginn der Zerstörer der Q- und R-Klasse hatte sich durch die Kriegsereignisse verzögert, da die britische Werften durch die Reparaturen und Umrüstungen der vorhandenen Schiffe nach den Ereignissen in Norwegen und Nordfrankreich stark ausgelastet waren. Der Stapellauf des nach Captain Edward Rotheram (1753–1830) benannten Schiffs fand dann am 21. März 1942 statt. Der Namensgeber war 1805 Kommandant des Linienschiffes Royal Sovereign in der Schlacht bei Trafalgar gewesen.
Der Flottillenführer unterschied sich kaum von den normalen Zerstörern der Flottille. Er verfügte über eine identische Bewaffnung. Lediglich das hintere Deckshaus war etwas größer. Als erstes Schiff der Klasse vom Stapel gelaufen, kam die erste Rotherham der Royal Navy am 27. August 1942 auch als erstes Schiff der R-Klasse in Dienst der Navy. Von den fast identischen Zerstörern der Q-Klasse waren vor ihr erst zwei Zerstörer fertiggestellt worden und deren Flottillenführer Quilliam wurde erst fast zwei Monate nach der Rotherham abgeliefert.

### Einsätze
Die in Dienst gestellte Rotherham wurde der Home Fleet zugeteilt und kam vorerst bei der „8th Destroyer Flotilla“ in den North Western Approaches zum Einsatz.
Vom 31. Oktober bis zum 3. November 1942 wurde Rotherham dort als „Local Escort“ zusammen mit den Zerstörern Sardonyx, Skate, Offa, Onslow, Oribi, dem Geleitzerstörer Holcombe und dem amerikanischen Seeflugzeugtender Barnegat zur Sicherung des Truppengeleits WS24 eingesetzt. Allein schloss sie dann vom Clyde bis zum 11. wieder zu dem Geleitzug auf, um dessen „Ocean Escort“ zu verstärken, das aus dem Hilfskreuzer Queen of Bermuda, sowie dem alten Kreuzer Despatch und dem Zerstörer Ilex bestand. Der Geleitzug lief erstmals nicht über Freetown, sondern über das brasilianische Bahia, wo er am 17. eintraf, in den Südatlantik. Der Marsch zum Ziel Durban wurde am 20. September verstärkt um den Hilfskreuzer Alcantara fortgesetzt. Im Südatlantik verließen Despatch und Ilex das Geleit. Wegen der erkannten Gefahr deutscher U-Boote verstärkten die australischen Zerstörer Norman und Nepal sowie zwei Korvetten der Flower-Klasse die Sicherung des Konvois bei der Passage Südafrikas um das Kap der Guten Hoffnung, bis der Geleitzug am 4. Dezember 1942 Durban erreichte.
Rotherham wurde dort Flottillenführer der „11th Destroyer Flotilla“ die von Durban aus Geleitzüge in Indischen Ozean und Südatlantik sichern sollte. So sicherte sie zwischen Freetown und Kapstadt ab dem 11. April den Geleitzug WS28 zusammen mit dem Kreuzer Kenya und den Zerstörern Foxhound und Quilliam und dann ab dem 11. Mai den Geleitzug WS29 zusammen mit dem Kreuzer Newcastle und den Zerstörern Racehorse und Relentless. Ab dem 5. Juni folgte dann die Sicherung des Geleitzugs WS30 zusammen mit den australischen Zerstörern Norman und Quickmatch zwischen Kapstadt und Durban. In diesem Zeitraum trafen neben Racehorse und Relentless auch Redoubt und Rapid der R-Klasse in Südafrika ein.
In der zweiten Jahreshälfte folgten Sicherungseinsätze im Indischen Ozean und im November 1943 die Verlegung der Flottille nach Trincomalee zur Eastern Fleet.

### Weitere Einsätze 1944/45
Anfang 1944 war die „11th Destroyer Flotilla“ mit den acht Zerstörern der R-Klasse (Rotherham, Racehorse, Raider, Rapid, Redoubt, Relentless, Rocket und Roebuck) sowie der zugeordneten 16th Destroyer Division mit Paladin, Penn, Petard und Pathfinder der größte Zerstörerverband der British Eastern Fleet. Zu den umfangreichen Verstärkungen der Flotte gehörte dann die „4th Destroyer Flotilla“ mit den sechs Zerstörern der fast identischen Q-Klasse.
Ab dem 22. Februar 1944 nahm die Rotherham an einem Aufklärungsvorstoß des Flugzeugträgers Illustrious von Trincomalee mit den Kreuzern Sussex und Gambia und dem niederländischen Zerstörer Tjerk Hiddes teil. Nach der Rückkehr nach Trincomalee am 1. März wurde die Rotherham bei der „26th Destroyer Flotilla“ eingesetzt.
Im April und Mai 1944 war die Rotherham an den beiden amerikanisch-britischen Trägerraids (Illustrious und Saratoga) gegen Sabang und Surabaya beteiligt.
- siehe Queenborough bei der Eastern Fleet

Die Rotherham sicherte während der Operation Cockpit gegen Sabang ab dem 16. April den Überwasserdeckungsverband der Eastern Fleet von drei Schlachtschiffen und fünf Kreuzern zusammen mit den Zerstörern Racehorse, Penn, Petard, der niederländischen Van Galen sowie den australischen Zerstörern Quiberon, Napier, Nepal und Nizam
Die gleiche Aufgabe erledigte sie ab dem 6. Mai auch beim Raid gegen Surabaja mit Racehorse, Penn, Napier, Nepal, Quiberon, Quickmatch und Van Galen.

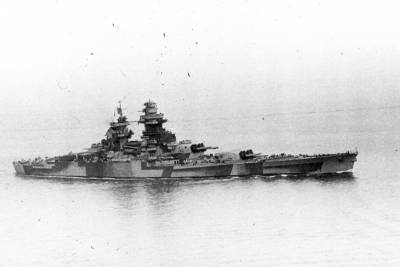
Das bei der Eastern Fleet eingesetzte französische Schlachtschiff Richelieu

Als die Eastern Fleet am 21. Juni mit Trägerflugzeugen der Illustrious den japanischen Stützpunkt in Port Blair auf den Andamanen angriff, gehörte die Rotherham zum Sicherungsschirm des Verbandes.
Im Zuge der Operation Crimson im Juli 1944 griffen am 25. zuerst Corsair-Jagdbomber der Träger Illustrious und Victorious die Flugplätze um Sabang an.
Danach beschossen die vier Schlachtschiffe Queen Elizabeth, Valiant, Renown und die französische Richelieu, die sieben Kreuzer Cumberland, Nigeria, Kenya, Ceylon, Phoebe, die neuseeländische Gambia und die niederländische Tromp sowie die Zerstörer Rotherham, Relentless, Racehorse, Rocket, Raider, Roebuck und Rapid der R-Klasse Sabang mit 294 × 38,1-cm-, 134 × 20,3-cm-, 324 × 15,2-cm-, ca. 500 × 12-cm- und 123 × 10,2-cm-Granaten. Zuletzt drang noch der Kreuzer Tromp mit den Zerstörern Quilliam, Quality und der australischen Quickmatch in den Hafen ein. Die alliierten Angreifer konnten sich weitgehend unbeschädigt zurückziehen.
- siehe auch Quilliam 1944

Ab Mitte September führte die Eastern Fleet mit den Trägern Victorious und Indomitable, dem Schlachtschiff Howe, den Kreuzern Cumberland und Kenya noch einen Trägerraid gegen Sigli im Norden Sumatras und Aufklärungsflüge über Sumatra und den Nikobaren durch, bei dem die Rotherham mit sechs Zerstörern der R-Klasse die Sicherung bildete.
Im Oktober verlegte die Rotherham über den Indischen Ozean zur südafrikanischen Basis Simonstown zu einer Routineüberholung, nach deren Ende sie im Dezember wieder zur Eastern Fleet nach Ceylon zurückkehrte. Während ihrer Überholung war die British Eastern Fleet am 22. November 1944 in zwei Flotten geteilt worden. Der kleinere blieb als East Indies Fleet im Indischen Ozean, während der größere Teil als British Pacific Fleet (BPF) in den Pazifik verlegen sollte. Rotherham und die „11th Destroyer Flotilla“ wurden der BEIF zugeteilt, blieben in Südostasien und wurden bei der Rückeroberung Burmas eingesetzt.
Ab Januar 1945 suchte die Flottille japanische Schiffe, die die japanischen Stützpunkte auf den
Andamanen und Nikobaren versorgten und unterstützte daneben den Vormarsch der Alliierten in Burma.
Ab Ende Februar beschoss die Flottille mehrfach japanische Stützpunkte auf den Andamanen, versenkte einige Küstenfahrzeuge und konnte einen japanischen Luftangriff abwehren.

Während der alliierten Landung bei Rangun (Operation Dracula) gehörte die Rotherham zu einem Verband um die Schlachtschiffe Queen Elizabeth und Richelieu und die Geleitträger Shah und Empress der mit vier Kreuzern und etlichen Zerstörern zur Verhinderung japanischer Verstärkungen verschiedene japanische Stützpunkte u. a. auf den Andamanen und Nikobaren angriff. Am 6. Mai beschoss der Verband zum wiederholten Mal Port Blair mit den Schlachtschiffen, Kreuzern sowie den Zerstörern Rotherham, Saumarez, Venus, Vigilant und Verulam Port Blair auf den Andamanen und kehrte dann am 9. Mai 1945 nach Trincomalee zurück.
Im Juni 1945 sicherte Rotherham mit Racehorse, Relentless, Redoubt und Roebuck die Geleitträger Stalker, Khedive und Ameer und die Kreuzer Royalist und Suffolk beim Vormarsch in der Straße von Malakka und Luftangriffen auf japanische Flugplätze auf Sumatra (Operation Balsam). Der Verband kehrte am 20. Juni nochmals nach Trincomalee zurück.

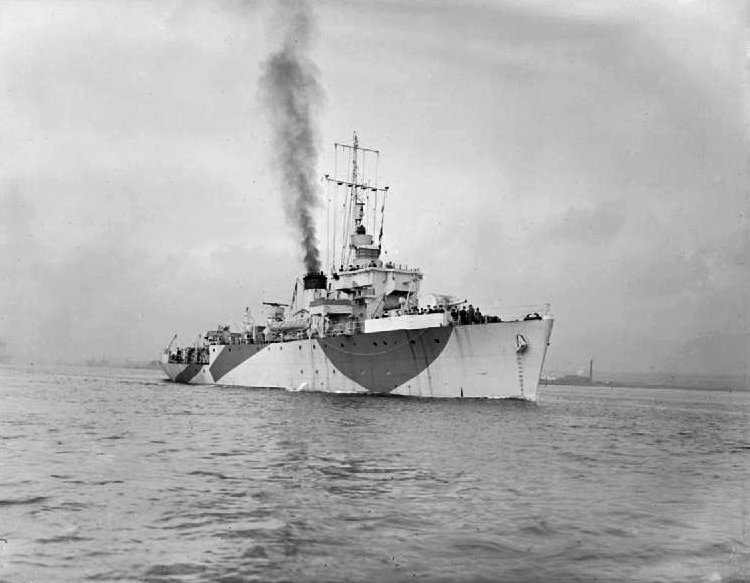
Die Vestal, letzter Kriegsverlust der Royal Navy

Am 19. Juli erfolgte noch ein weiterer Vorstoß mit dem Schlachtschiff Nelson, dem Schweren Kreuzer Sussex, die Geleitträger Empress und Ameer sowie Rotherham mit Racehorse, Raider und Paladin (Operation Livery). Am 26. wurde der Verband von Kamikaze-Bombern angegriffen, von denen drei abgeschossen wurden, einer aber den Minensucher Vestal so schwer traf, dass er vor der thailändischen Küste versenkt werden musste. Der Minensucher der Algerine-Klasse war das einzige Schiff im Indischen Ozean, das durch Kamikaze verloren ging und der letzte Kriegsverlust der Royal Navy im Zweiten Weltkrieg. Die am 30. Juli 1945 in Trincomalee beendete Operation war der letzte Kampfeinsatz der Eastern Fleet vor der japanischen Kapitulation; die geplante Landung auf der Malaiischen Halbinsel wurde auf Drängen der Amerikaner aufgeschoben.
Am 4. September 1945 erreichte die Rotherham mit der Sussex hinter sechs japanischen Minensuchern Singapur, wo die dortigen japanischen Truppen (77000 Mann) auf der Sussex ihre Kapitulation durch General Itagaki Seishirō und Vizeadmiral Fukudome Shigeru
unterzeichneten. Der nach einem Schlaganfall nicht dienstfähige Oberbefehlshaber, Marschall Terauchi Hisaichi kapitulierte später persönlich gegenüber dem alliierten Oberbefehlshaber Louis Mountbatten.
Am 5. verlegte die Rotherham in die ehemals britische Werft (HMS Sultan), wo auf dem Zerstörer am 8. die formale Kapitulation des 34000 Mann der japanischen Marine in Singapur unterzeichnet wurde.
Rotherham verblieb bis zum 27. September 1945 in Singapur und lief dann zurück zur Basis der Flotte in Trincomalee. Von dort trat sie am 2. Oktober 1945 vermutlich mit anderen Schiffen der Flottille, die Heimreise nach Portsmouth an, wo der Zerstörer außer Dienst gestellt und der Reserve zugeteilt wurde. 1948 wurde der Zerstörer dann zusammen mit den Schwesterschiffen Raider und Redoubt der neuen Indischen Marine nach Überholung leihweise überlassen.

## Abgabe an die Indische Marine
Rotherham war einer der drei Zerstörer der R-Klasse, die 1948 an die Indische Marine abgeben wurde. Sie wurden anfangs auf Leihbasis übernommen und 1953 durch drei Hunt-Zerstörer (Chiddingfold dann Ganga, Bedale/ORP Ślązak dann Godavari, Lamerton dann Gomati) ergänzt. Zusammen bildeten die sechs ehemals britischen Einheiten bis Mitte der 1970er-Jahre die 11. Zerstörer-Flottille der Indischen Marine.
Beide Typen wurden bei der Indischen Marine nach dem Verkauf nie grundlegenđ modernisiert.

Die ehemalige Rotherham wurde als Rajput (राजपूत) (D141) am 29. Juli 1949 von der Indischen Marine in Großbritannien als zweites der Schiffe übernommen. Am 4. Juli 1949 war die Ranjit (रणजीत) (ex-Redoubt) als erster Zerstörer übernommen worden; als drittes und letztes Schiff folgte dann Rana (राणा) (ex-Raider) am 9. September 1949. Alle drei Zerstörer waren vor der Übergabe an die Indische Marine auf britischen Werften überholt worden. Sie erhielten alle einen Gittermast und eine verbesserte Belüftung für den Einsatz in den Tropen. Ihre Kessel wurden generalüberholt und ihre Radarausrüstung auf den letzten Stand der Technik gebracht. Das erhöhte Topgewicht durch diese Umbauten wurde durch einen zusätzlichen Eisenballast ausgeglichen.
Die Außerdienststellung der modernen Standards nicht mehr genügenden Rajput erfolgte 1976 und der Zerstörer wurde zum Abbruch verkauft.
Seit dem 30. September 1980 verfügte die Indische Marine wieder über einen Zerstörer Rajput (D51), das Typschiff einer für Indien abgewandelten Untergruppe der sowjetischen Kaschin-Klasse.